# Parszewo
Parszewo (dawniej Parchowo, niem. Parschau) – wieś w Polsce położona w województwie pomorskim, w powiecie malborskim, w gminie Lichnowy na obszarze Wielkich Żuław Malborskich.
W latach 1975–1998 miejscowość administracyjnie należała do województwa elbląskiego.